# Papuacocelus papuanus
Papuacocelus papuanus är en insektsart som beskrevs av Frank H.Hennemann och Oskar V.Conle 2006. Papuacocelus papuanus ingår i släktet Papuacocelus och familjen Phasmatidae. Inga underarter finns listade i Catalogue of Life.